# Атанас Тодовичин
Атанас Трифонов Тодовичин или Тодовичен с псевдоним Янко е български революционер, терорист на Българската комунистическа партия.

## Биография
Атанас Тодовичин е роден на 9 юли 1900 година Брацигово. Произлиза от големия брациговски род Тодовичини, преселници от Долни Нестрам. В 1921 година влиза в БКП. На 14 април 1925 година, по нареждане на Петър Абаджиев, пред църквата „Свети Седмочисленици“ Тодовичин застрелва о.з. генерал Константин Георгиев, депутат и председател на софийската организация на управляващия Демократически сговор и гарнизонен водач на Военния съюз, който отива за вечерната служба заедно с внучката си. При опелото на Георгиев е организиран атентатът в църквата „Света Неделя“.
След атентата успява да се укрие, емигрира в Съветския съюз и приема името Владимир Василиевич Илиев. В 1926 година влиза в Комунистическата партия. Слушател в Школата за усъвършенствуване на комсомолския състав на пограничните и вътрешните войски на НКВД на СССР.
Арестуван е през март 1938 година, осъден на смърт и разстрелян на 7 септември 1938 година. Посмъртно е реабилитиран с определение на Военната колегия на Върховния съд на СССР на 28 ноември 1956 година.